# سحب الزيت
يعتبر سحب الزيت Oil pulling ممارسة طبية بديلة يتم فيها تحريك زيت الطعام حول الفم لفترة من الوقت ثم بصقه، على غرار غسول الفم. ينشأ من طب الايورفيدا. يزعم ممارسو سحب الزيت أنه قادر على تحسين صحة الفم والجسم بالكامل. يدعي مروجوه أنه يعمل عن طريق سحب السموم، ولكن لا يوجد دليل موثوق يدعم ذلك.

## خلفية تاريخية
بدأ استخلاص الزيت من الطب الهندي القديم، الذي قد يستخدم ممارسوه زيت عباد الشمس أو زيت الزيتون أو الزيوت العشبية الأخرى بدلاً من زيت جوز الهند.

## الانتقادات
لا توجد أبحاث عالية الجودة حول سحب الزيت،لا يوجد فهم لآلية محتملة تشرح كيفية عملها، ولا يوجد دليل على أنها تقدم أي فائدة.توافق جمعية طب الأسنان الأمريكية على عدم وجود دراسات علمية موثوقة تدعم ممارسة سحب الزيت لأي فائدة لنظافة الفم أو الصحة العامة. قامت جمعية طب الأسنان الكندية بتقييم ممارسة سحب الزيت في عام 2014 قائلة: "نشعر أن سحب الزيت لن يسبب أي ضرر، لسنا مقتنعين بأن هناك أي فوائد معينة لذلك."

## انظر ايضا
- طب بديل